# Uble
Uble so naselje, zaliv in glavna trajektna pristanišče na otoku Lastovo (Hrvaška), ki upravno spada pod občino Lastovo; le-ta pa spada pod Dubrovniško-neretvansko županijo. Uble ležijo na jugozahodni obali otoka Lastovo, nad manjšim zalivčkom. 

## Opis
Naselje je novejšega izvora, nastalo je v 20. stoletju. Del zaliva je obzidan z okoli 300 m dolgo pristaniško obalo. Na koncu ozkega zaliva sta splavna drča in majhna ladjedelnica. V severnem delu zaliva je trajektno pristanišče in carinska izpostava, ki je odprta vse leto. Prebivalcev je okoli 300. Poleg tradicionalnega kmetijstva in ribištva se ukvarjajo tudi s turizmom. V naselju je možno najeti turistične sobe in apartmaje.

## Znamenitosti
V bližini naselja, na obali zaliva Velo jezero (tudi Velji lago) so pri arheoloških raziskavah odkrili temelje zgodnjekrščanske bazilike zgrajene na prehodu iz 5. v 6. stoletje.

## Promet
V severnem delu zaliva je trajektno pristanišče in carinska izpostava, ki je odprta vse leto. Na mestu, kjer pristaja trajekt, je svetilnik, ki oddaja svetlobni signal: R Bl 2s. Kraj je s cesto povezan z naseljem Lastovo, od katerega je oddaljen okoli 10 km.
Prebivalcev je okoli 300. Poleg tradicionalnega kmetijstva in ribištva se ukvarjajo tudi s turizmom. V naselju je možno najeti turistične sobe in apartmaje. Trajekt otok povezuje z Velo Luko na Korčuli, Hvarom in Splitom.

## Demografija
| Pregled števila prebivalcev po letih | Pregled števila prebivalcev po letih | Pregled števila prebivalcev po letih | Pregled števila prebivalcev po letih | Pregled števila prebivalcev po letih | Pregled števila prebivalcev po letih | Pregled števila prebivalcev po letih | Pregled števila prebivalcev po letih | Pregled števila prebivalcev po letih | Pregled števila prebivalcev po letih | Pregled števila prebivalcev po letih | Pregled števila prebivalcev po letih | Pregled števila prebivalcev po letih | Pregled števila prebivalcev po letih | Pregled števila prebivalcev po letih |
| ------------------------------------ | ------------------------------------ | ------------------------------------ | ------------------------------------ | ------------------------------------ | ------------------------------------ | ------------------------------------ | ------------------------------------ | ------------------------------------ | ------------------------------------ | ------------------------------------ | ------------------------------------ | ------------------------------------ | ------------------------------------ | ------------------------------------ |
| 1857                                 | 1869                                 | 1880                                 | 1890                                 | 1900                                 | 1910                                 | 1921                                 | 1931                                 | 1948                                 | 1953                                 | 1961                                 | 1971                                 | 1981                                 | 1991                                 | 2001                                 |
| 0                                    | 0                                    | 0                                    | 0                                    | 0                                    | 6                                    | 0                                    | 47                                   | 144                                  | 230                                  | 183                                  | 198                                  | 239                                  | 303                                  | 218                                  |